# ولادیمیر وخیمستروف
ولادیمیر وخیمستروف (انگلیسی: Vladimir Vakhmistrov; ۲۷ ژوئن ۱۸۹۷ – ۱ ژانویهٔ ۱۹۷۲) مهندس اهل اتحاد جماهیر شوروی سوسیالیستی بود.